# نيد فور سبيد: أندر كفر
نيد فور سبيد: أندركوفر (بالإنجليزية: Need for Speed: Undercover)‏ ، هي لعبة إلكترونية من نوع سباق السيارات، أنتجت من قبل إلكترونيك آرتس سنة 2008 ، وتعمل لأنظمة ألعاب فيديو ومنها : بلاي ستيشن 2 بلاي ستيشن 3 وإكس بوكس 360 وبلاي ستيشن بورتبل ووي.

## وصلات خارجية
- نيد فور سبيد: أندر كفر على موقع IMDb (الإنجليزية)
- Need for Speed Undercover at US.PlayStation.Com
- الموقع الرسمي